# Jacek Baluch
Jacek Bogdan Baluch (ur. 17 marca 1940 w Krakowie, zm. 3 lipca 2019 tamże) – polski slawista, literaturoznawca, tłumacz literatury czeskiej, profesor nauk humanistycznych, wykładowca Uniwersytetu Jagiellońskiego i Uniwersytetu Opolskiego, działacz opozycji demokratycznej w okresie PRL, w latach 1990–1995 ambasador RP w Czechosłowacji i Czechach.

## Życiorys
Syn Walentego i Jadwigi. W 1957 zdał maturę w V liceum Ogólnokształcącym im. Augusta Witkowskiego w Krakowie. Studiował slawistykę oraz polonistykę na Uniwersytecie Jagiellońskim oraz na Uniwersytecie Karola w Pradze. W 1962 uzyskał magisterium z zakresu slawistyki na Uniwersytecie Jagiellońskim, broniąc napisanej pod kierunkiem Marii Bobrownickiej pracy magisterskiej na temat twórczości Jiříego Wolkera. Następnie był na studiach doktoranckich w Instytucie Literatury Czeskiej Czechosłowackiej Akademii Nauk. W 1968 został doktorem nauk humanistycznych na podstawie wydanej rok później w formie książki monografii Poetyzm. Propozycja czeskiej awangardy lat dwudziestych. W 1970 został magistrem polonistyki na podstawie napisanej pod kierunkiem Kazimierza Wyki pracy dotyczącej Adama Ważyka. W 1982 uzyskał na Uniwersytecie Jagiellońskim stopień doktora habilitowanego w specjalności literatur słowiańskich, przedstawiwszy rozprawę Język krytyczny F.X. Šaldy. 31 stycznia 2008 otrzymał tytuł profesora nauk humanistycznych.
Pracował jako asystent i adiunkt na Wydziale Filologicznym Uniwersytetu Jagiellońskiego (1962–1989), następnie jako docent i na stanowiskach profesorskich. Pełnił funkcje zastępcy dyrektora (1984–1986) oraz dyrektora (2002–2008) Instytutu Filologii Słowiańskiej, a także kierownika Katedry Literatury Czeskiej i Łużyckiej (2001–2010). W 2010 przeszedł na emeryturę.
W latach 1973–1974 był lektorem języka polskiego i czeskiego na Uniwersytecie w Würzburgu, później m.in. w 1991 wykładowcą na Uniwersytecie Karola w Pradze. Od 1995 pozostawał związany także z Uniwersytetem Opolskim. Zajmował stanowisko profesora w Instytucie Polonistyki i Kulturoznawstwa oraz w Instytucie Filologii Polskiej tej uczelnio.
Wypromował pięcioro doktorów na Uniwersytecie Jagiellońskim oraz czworo na Uniwersytecie Opolskim (m.in. Piotra Gierowskiego i Aleksandrę Pająk-Głogiewicz).
Był członkiem czeskiego i polskiego PEN Clubu. Powołany w skład prezydium Komitetu Słowianoznawstwa Polskiej Akademii Nauk oraz na przewodniczącego Polsko-Czeskiego Towarzystwa Naukowego. Został też przewodniczącym Polsko-Słowackiej Komisji Nauk Humanistycznych.
Specjalizował się literaturze czeskiej XX wieku, teorii literatury, teorii przekładu i wersyfikacji. Zajmował się też publicystyką z zakresu kultury czeskiej i publicystyką polityczną dotyczącą spraw czeskich i słowackich oraz Europy Środkowej. Przetłumaczył na język czeski Lokomotywę Juliana Tuwima; tłumaczenie to określono jako kongenialne.
W latach 80. działał w NSZZ „Solidarność”, był członkiem komisji zakładowej związku na Uniwersytecie Jagiellońskim (1980–1981). Był internowany w Załężu od 31 grudnia 1981 do 7 kwietnia 1982. Przeciwko jego zwolnieniu występowały władze czechosłowackie (ze względu na jego powiązania z tamtejszą opozycją). Był współautorem (z Krzysztofem Bryniarskim i Bogdanem Klichem) jednej z popularnych w czasie stanu wojennego piosenek pt. „Zielona WRONa”. Od 5 kwietnia 1990 do 12 września 1995 był ambasadorem RP w Czechosłowacji i Czechach.
W latach 2017–2018 toczył się proces w wyniku zarzucenia przez IPN Jackowi Baluchowi tzw. kłamstwa lustracyjnego w oświadczeniu lustracyjnym złożonym 14 stycznia 2008. W 2017 Sąd Okręgowy w Krakowie uznał, że nie były spełnione przesłanki współpracy z SB, a po apelacji złożonej przez prokuratora IPN w kwietniu 2018 Sąd Apelacyjny w Krakowie utrzymał w mocy ten wyrok.
22 października 2018 w auli Collegium Novum UJ odbyła się uroczystość odnowienia doktoratu Jacka Balucha.
Jego żoną była Alicja Baluch, z którą miał troje dzieci: Małgorzatę, Wojciecha i Katarzynę. Jego pasją były szachy.
Został pochowany na cmentarzu Salwatorskim w Krakowie (sektor H/4/1).

## Publikacje
Opublikował między innymi monografię międzywojennej czeskiej poezji awangardowej Poetyzm. Propozycja czeskiej awangardy lat dwudziestych (Wrocław 1969), opracowanie Język krytyczny F.X. Šaldy (Kraków 1982), antologię poezji modernistycznej Czescy symboliści, dekadenci, anarchiści przełomu XIX i XX wieku (Wrocław 1983), Wybór poezji Františka Halasa (Wrocław 1975), antologię czeskiej miłosnej liryki średniowiecznej Drzewo się liściem odziewa (Kraków 1981), przekłady powieści Cierpienia księcia Sternenhocha Ladislava Klímy i Historia Partii Umiarkowanego Postępu (w Granicach Prawa) Jaroslava Haška, a także zbiory limeryków. Wraz z Piotrem Gierowskim opracował Czesko-polski słownik terminów literackich (Kraków 2016). Wydał również quasi-słownik języka czeskiego pt. Powiedz coś po czesku! Igraszki językowo-literackie (Kraków 2018). Opublikował również tomik własnej poezji (Praska ironia, 1998).

## Odznaczenia i wyróżnienia
- Krzyż Oficerski Orderu Odrodzenia Polski (za wybitne zasługi w działalności na rzecz przemian demokratycznych w Polsce, za osiągnięcia w pracy naukowo-badawczej w dziedzinie literatur słowiańskich, 2014)[19]
- Krzyż Kawalerski Orderu Odrodzenia Polski (za wybitne zasługi dla rozwoju polsko-czeskiej i polsko-słowackiej współpracy, 2001)[20]
- Order Podwójnego Białego Krzyża III klasy (Słowacja, 1998)
- Medal Za Zasługi I stopnia (Czechy, 1997)[21]
- Medal „Dziękujemy za wolność” (2017)[22][23]